# جوان‌قلعه
جوان‌قلعه (قلعه‌چای) یکی از شهرهای جنوبی استان آذربایجان شرقی و مرکز اداری بخش قلعه‌چای شهرستان عجب‌شیر است. این شهر در سال ۱۳۹۲ خورشیدی صاحب شهرداری شد.
جمعیت جوان‌قلعه در سال ۱۳۹۵ خورشیدی بالغ بر ۷۰۰ نفر بوده و کم‌جمعیت‌ترین شهر استان محسوب می‌شود.همگی به کشت بادام مشغول هستند